# Nedlloyd Oceania (schip, 1992)
De Nedlloyd Oceania was een containerschip van Nedlloyd dat in 1992 gebouwd werd door Ishikawajima-Harima Heavy Industries. Het werd opgeleverd met een Sulzer 8RTA84C dieselmotor met 30.600 kW die het schip een vaart gaf van zo'n 21 knopen, terwijl het 3568 TEU kon vervoeren. Het was het zusterschip van de Nedlloyd Asia, Nedlloyd Europa, Nedlloyd America en Nedlloyd Africa.
De opdracht voor de bouw van de vijf schepen was eind 1989 gegeven. Het waren open-containerschepen die panamax waren, terwijl er ook nog twee postpanamax gebouwd werden, de Nedlloyd Hongkong en Nedlloyd Honshu. Dat het open schepen waren, was een gevolg van het idee om de cell-guides waarin de containers onderdeks staan bovendeks door te trekken. Het grote voordeel daarvan was dat de bovendekse containers niet meer gesjord hoefden te worden. Alleen op het voorste laadruim lagen luikdeksels om de invloed van overgaand water te beperken. Ze kregen daarop van Fairplay de naam ultimate container carriers (UCCs). Het legde wel beperkingen op aan het aantal containers dat geplaatst kon worden bovenop een positie.
In 2014 arriveerde het schip als Gato in Alang waar het werd gesloopt.